# NGC 2326
NGC 2326 ist eine Balken-Spiralgalaxie vom Hubble-Typ SBb im Sternbild Luchs am Nordsternhimmel. Sie ist schätzungsweise 269 Millionen Lichtjahre von der Milchstraße entfernt und hat einen Durchmesser von etwa 150.000 Lichtjahren.

Im selben Himmelsareal befinden sich u. a. die Galaxien NGC 2321, NGC 2322, NGC 2330, NGC 2332.
Das Objekt wurde am 9. Februar 1788 vom deutsch-britischen Astronomen Wilhelm Herschel entdeckt.